# Blaster Master
Blaster Master est un jeu vidéo développé et édité par Sunsoft en 1988 sur la console Nintendo Entertainment System. Il s'agit d'une adaptation du titre japonais Chō Wakusei Senki Metafight (超惑星戦記メタファイト) sur Famicom. Si les graphismes et le gameplay ont été conservés, le scénario a été modifié pour le marché américain.

## Scénario
Le jeu original japonais met en scène Kane Gardner, pilote du char de combat futuriste Metal Attacker, qui atterrit sur la planète Sophia 3 pour stopper l'invasion de l'empereur Goez.
Dans Blaster Master, le joueur contrôle Jason Frudnick, un adolescent qui tombe dans une caverne souterraine en tentant de rattraper Fred, sa grenouille, qui s'est échappée et est entrée en contact avec des produits radioactifs ; exposée à des radiations, elle mute et s'enfuit sous la terre. Il y découvre alors un tank, le SOPHIA 3 (Subatomic Omni-directional Probative Hyper-responsive Indomitable Abdicator, 3rd design Nora MA-01). En explorant le monde souterrain à bord de ce véhicule, il découvre que des créatures préparent l'invasion de la surface.

## Système de jeu
Blaster Master est souvent cité comme un des jeux les plus originaux de la NES, mêlant plusieurs genres, du jeu de plates-formes au shoot them up.
Le joueur commence avec un tank possédant des possibilités réduites : il peut se déplacer horizontalement, sauter, tirer avec son canon ou utiliser des attaques spéciales s'il trouve les munitions nécessaires. Au fur et à mesure de sa progression, il obtient de nouvelles améliorations, en battant chacun des boss des huit niveaux. Par exemple, le pouvoir Dive, qui permet au véhicule de traverser l'eau, ou encore Hover, qui lui permet de voler.
À tout moment, Jason peut sortir du tank. Il est alors plus faible et plus vulnérable, mais c'est le seul moyen de prendre les passages étroits ou grimper les échelles qui permettent d'atteindre certaines plateformes. Dans les passages accessibles ainsi le jeu bascule alors en shoot'n jump avec vue de dessus.

## Série
Blaster Master est considéré comme des plus grandes réussites originales de Sunsoft, dont les jeux sont habituellement fondés sur des licences de films (Batman, La Famille Addams…), et est à l'origine d'une série de cinq jeux : Blaster Master Boy (adaptation du titre japonais Bomber King 2) en 1991, Blaster Master 2 en 1993 (première véritable suite), Blaster Master: Enemy Below en 2000 et Blaster Master: Blasting Again en 2001.
Sunsoft, l'éditeur original du jeu, propose un remake sur WiiWare de Blaster Master, appelé Blaster Master: Overdrive dans lequel les joueurs pourront retrouver le gameplay d'antant. Ce jeu est sorti aux États-Unis le 8 février 2010. À noter que le jeu original paru sur NES en 1988 est également sorti sur Console virtuelle aux États-Unis le 14 décembre 2009. Aucune date de sortie européenne n'est encore prévue pour aucun des deux jeux.